# Xyletomerus
Xyletomerus là một chi bọ cánh cứng thuộc họ Ptinidae.

## Các loài
Có 2 loài được ghi nhận trong chi Xyletomerus:
- Xyletomerus arbuti (Fisher, 1919) i c g
- Xyletomerus histricus Fall, 1905 i c g b

Data sources: i = ITIS, c = Catalogue of Life, g = GBIF, b = Bugguide.net